# Hvammfell (berg i Island)
Hvammfell är ett berg i republiken Island. Det ligger i regionen Norðurland eystra, 400 km nordost om huvudstaden Reykjavík. Toppen på Hvammfell är 465 meter över havet.
Trakten runt Hvammfell är nära nog obefolkad, med mindre än två invånare per kvadratkilometer. Det finns inga samhällen i närheten. Omgivningarna runt Hvammfell är i huvudsak ett öppet busklandskap.